# 아쿠에이리언 에이지
아쿠에이리언 에이지(일본어: アクエリアンエイジ, Aquarian Age)는 브로콜리에서 발매하고 있는 트레이딩 카드 게임 또는 그것을 원작으로 한 애니메이션, 만화, 게임, 소설 등의 시리즈. 일본어 표기를 그대로 읽어 아쿠에리안 에이지, 줄여서 아쿠에리라고도 한다. 타이틀은 “물병자리의 시대(뉴에이지)”를 의미한다.

## 세계관
플레이어는 캐릭터들의 잠재능력을 각성시키는 능력을 가진 마인드 브레이커가 되어, 동료 캐릭터들과 함께 적을 무찌른다.

## TCG
매직 더 개더링의 영향을 많이 받아 비슷한 요소가 많다. 하지만 모에 미소녀의 성장 과정을 형상한 특유의 룰도 존재한다. 또한 다른 게임에 비해 캐릭터끼리의 전투에 중점을 많이 두고 있다. 스토리의 성질상 캐릭터와 아이템 등의 모티브를 세계 각지의 신화와 오컬트, 실존한 영웅등에서 많이 인용해온것도 특징의 하나이다. 1:1 대전 뿐만 아니라 2:2의 태그 대전이나 솔로 플레이 등 다양한 플레이 패턴을 가지고 있다.
대부분의 카드 이미지는 모에 미소녀이지만, 모에 미소년도 적지만 존재한다.

## 책

### 비주얼 북
- 아쿠에이리언 에이지 각성의 처녀들 공식 비주얼 북 1999년 12월 발매 (일본판 ISBN 978-4-04-707038-7)
- 아쿠에이리언 에이지 쌍아궁의 거울 오피셜 비주얼 북 2000년 3월 발매 (일본판 ISBN 978-4-7897-1524-9)
- 아쿠에이리언 에이지 사자의 전기 오피셜 비주얼 북 2000년 9월 발매 (일본판 ISBN 978-4-7897-1570-6)
- 아쿠에이리언 에이지 천갈궁의 숙명 오피셜 비주얼 북 2001년 6월 발매 (일본판 ISBN 978-4-7897-1706-9)

### 소설
- 아쿠에이리언 에이지 귀희전생 2000년 5월 발매 (일본판 ISBN 9784044238014 {{isbn}}의 변수 오류: 유효하지 않은 ISBN.)
- 아쿠에이리언 에이지 옥병궁의 문
  - 1권 2000년 5월 발매 (일본판 ISBN 9784789715639 {{isbn}}의 변수 오류: 유효하지 않은 ISBN.)
  - 2권 2001년 3월 발매 (일본판 ISBN 9784789715914 {{isbn}}의 변수 오류: 유효하지 않은 ISBN.)
- 아쿠에이리언 에이지 유구한 처녀궁 2001년 5월 발매 (일본판 ISBN 9784044238022 {{isbn}}의 변수 오류: 유효하지 않은 ISBN.)
- 아쿠에이리언 에이지 Sign for Evolution 2002년 3월 발매 (일본판 ISBN 9784044238030 {{isbn}}의 변수 오류: 유효하지 않은 ISBN.)

### 만화
- 아쿠에이리언 에이지 전 2권
  - 1권 2000년 3월 발매 (일본판 ISBN 9784847033434 {{isbn}}의 변수 오류: 유효하지 않은 ISBN.)
  - 2권 2001년 5월 발매 (일본판 ISBN 9784847034031 {{isbn}}의 변수 오류: 유효하지 않은 ISBN.)
- 아쿠에이리언 에이지 공식 코믹 앤솔로지
  - 1권 2000년 5월 발매 (일본판 ISBN 9784789715582 {{isbn}}의 변수 오류: 유효하지 않은 ISBN.)
  - 2권 2001년 3월 발매 (일본판 ISBN 9784789716678 {{isbn}}의 변수 오류: 유효하지 않은 ISBN.)
- 아쿠에이리언 에이지 날개의 기억 전 2권
  - 1권 2001년 6월 발매 (일본판 ISBN 978404712270X {{isbn}}의 변수 오류: 유효하지 않은 ISBN.)
  - 2권 2001년 12월 발매 (일본판 ISBN 9784047122882 {{isbn}}의 변수 오류: 유효하지 않은 ISBN.)
- 아쿠루쨩 시리즈
  - 아쿠루쨩 브레이크 2002년 3월 발매 (일본판 ISBN 978-4-04-712296-3)
  - 아쿠루쨩 High! 2002년 11월 발매 (일본판 ISBN 978-4-04-712313-7)
- 아쿠에이리언 에이지 별의 계보 2002년 11월 발매 (일본판 ISBN 9784047123129 {{isbn}}의 변수 오류: 유효하지 않은 ISBN.)
- 아쿠에이리언 에이지 Girls a War War! 2004년 3월 발매. (일본판 ISBN 9784056034508 {{isbn}}의 변수 오류: 유효하지 않은 ISBN.)
- 아쿠에이리언 에이지 오리온의 소년 전 5권
- 아쿠에이리언 에이지 킹스브레이커
  - 1권 일본판 2005년 2월 발매, 한글판 2006년 11월 발매 (ISBN 978-89-529-9154-6)
  - 2권 일본판 2005년 5월 발매, 한글판 2006년 12월 발매 (ISBN 978-89-529-9272-7)
- 노에루☆evolution 2005년 4월 발매 (일본판 ISBN 978-4-86176-127-0)

## 애니메이션

### TV
아쿠에이리언 에이지 Sign for Evolution이라는 이름으로, 2002년 1월에서 3월에 걸쳐 테레비도쿄, 테레비오사카, 테레비 아이치에서 심야 시간대에 방송되었다. 스테레오 방송, 와이드하우스 제작.

### OVA
아쿠에이리언 에이지 SagaII ~Don't forget me…~라는 이름으로 발매된 OVA. 등장 캐릭터는 아쿠에이리언 에이지의 얼굴이라고도 할 수 있는 유명 캐릭터들이지만 팬들 사에에서의 평가는 나쁘다.

#### 성우
- 후지미야 마유미 : 노토 마미코
- 이츠쿠시마 미스즈 : 오리카사 후미코
- 이츠쿠시마 미하루 : 에노모토 아츠코
- 스텔라 브라바츠키 : 파쿠 로미
- 요우코 아슈레이 : 요코테 쿠미코
- 레이나 아크투르스 : 사와시로 미유키
- 쇼우지 히카리 : 오오하라 사야카
- 랜슬롯 군지휘관 : 야스무라 마코토
- 한니발 군지휘관 : 시무라 토모유키
- 아나운서 : 우스이 타카야스
- 소녀 : 타케나카 아이코
- 소녀의 남동생 : 고토 사오리
- 북두 : 토우마 유미
- 이츠키 유우나 : 코우다 나오코
- 레이 알카드 : 미키 신이치로
- 관우 : 니시무라 토모미치

## 영화
2008년 봄에 "오리온의 소년"을 기반으로 한 실사영화 가 공개되었다.

### 스태프(영화)
- 감독 - 다하라 히데다카
- 각본 - 나루세 유세이
- 음악 - 미야코다 가즈시, Alice Nine

### 배우
- 쿠사카베 카나메 - 사쿠라다 도리
- 사이키 나오야 - 토치하라 라쿠토
- 사마 잇신 - 우에하라 타쿠야
- 아모우 츠카사 - 기무라 케이타
- 나카우라 토모노리 - 후지이 토시키요
- 마야 - 나가사와 나오
- 아마미야 - 아야노 고
- 수수께끼의 소년 - 타케루(SuG)

### 주제가(영화)
「MIRROR BALL」
노래 - Alice Nine

## 드라마 CD
아쿠에이리언 에이지 탄생 7주년을 기념해서 제작된 드라마 CD. 한정 박스에 포함되었다.

### 전편의 성우
- 후지미야 마유미 : 나즈카 카오리
- 이츠쿠시마 미하루 : 아스미 카나
- 스텔라 브라바츠키 : 고토 유코
- 요우코 아슈레이 : 시미즈 아이
- 레이나 아르크투르스 : 노가와 사쿠라
- 이아리스 : 미즈키 나나

### 후편의 성우
- 쇼우지 히카리 : 에노모토 아츠코
- 유게 하루카 : 호리에 유이
- 클라리스 파라켈수스 : 히로타 시온
- 스즈카 고젠 : 카와스미 아야코
- 엘제베트 바토리 : 히라노 아야
- 가브리엘 : 콘도 카나코

## 게임

### 아쿠에이리언 에이지 ~도쿄 워즈~
2000년 5월 25일에 발매된 PS용 게임 소프트.
Saga1의 사자궁의 전기가 소재이며, 플레이어는 아라야식의 무녀 이츠쿠시마 미스즈와 다크로어의 요정 팅커벨의 마인드 브레이커가 되어 이레이저의 침략에서 지구를 구하기 위해 싸운다.
게임은 영토 확장형 시뮬레이션이며, 인재발굴을 하거나 상대 진지에 공격을 들어가, 결국 이레이저의 본진을 함락시켜야 한다는 내용. 파티 모드에서는 최대 5명까지 동시 플레이 할 수 있다.

### 아쿠에이리언 에이지 온라인
2005년 6월 30일 발매된 아쿠에리안 에이지.
사가 2를 배경으로 한 아쿠에리안 에이지 TCG 온라인게임.
정액제 등의 요금체계보다는,
게임 CD 자체의 판매로 수익을 얻었다.
기본 덱은 사가 2 오리온의 소년들로,
해당 부스터 이후 업데이트는 매우 적었던 듯하다.
데모 버전이 있으며, 데모 버전은 온라인이 지원되지 않는다.
2007년 4월 2일 정식으로 서비스를 종료하였다.

### 아쿠에이리언 에이지 알터네이티브
2006년 6월 8일에 제작 발표하여, 2007년 2월 27일에 발매한 아케이드 온라인 게임. TCG와 완전히 다른 새로운 룰을 채택했다. 제작 판매는 타이토 담당.